# Anthicus musculus
Anthicus musculus là một loài bọ cánh cứng trong họ Anthicidae. Loài này được Werner miêu tả khoa học năm 1975.